# Pyramiden Nunatak
Pyramiden Nunatak är en nunatak i Antarktis. Den ligger i Östantarktis och Norge gör anspråk på området. Toppen på Pyramiden Nunatak ligger 1 524 meter över havet, och 124 meter över den omgivande terrängen. Bredden vid basen är 1,6 km.
Terrängen runt Pyramiden Nunatak är huvudsakligen lite kuperad. Trakten är obefolkad och det finns inga samhällen i närheten.